# Dario Verani
Dario Verani (Cecina, 1º gennaio 1995) è un nuotatore italiano, specializzato nel nuoto di fondo.

## Biografia
Gareggia per il Centro Sportivo Esercito. E' allenato da Fabrizio Antonelli.
Ai Giochi del Mediterraneo sulla spiaggia di Pescara 2015 ha guadagnato due medaglie d'oro, nella 5 km, dove ha preceduto sul podio Andrea Manzi e il greco Georgios Arniakos, e nella Staffetta mista, gareggiando con Andrea Bianchi e Arianna Bridi.
Agli europei di Budapest 2020 ha vinto la medaglia di bronzo nella 5 km di fondo disputata presso il Lago Lupa, terminando alle spalle del connazionale Gregorio Paltrinieri e del francese Marc-Antoine Olivier.
Nel corso dei campionati mondiali di Budapest 2022, ha conquistato la medaglia d’oro nella 25 km di fondo. Nei campionati europei di Roma 2022 ha conquistato la medaglia d'argento nella 25 km di fondo, mentre due anni dopo a Belgrado sale sul gradino più alto del podio nella medesima specialità.

## Palmarès
| Anno | Manifestazione                         | Sede      | Evento          | Risultato | Prestazione | Note |
| ---- | -------------------------------------- | --------- | --------------- | --------- | ----------- | ---- |
| 2015 | Giochi del Mediterraneo sulla spiaggia | Pescara   | 5 km            | Oro       | 56'08"2     |      |
| 2015 | Giochi del Mediterraneo sulla spiaggia | Pescara   | Staffetta mista | Oro       | 56'50"2     |      |
| 2021 | Europei di nuoto                       | Budapest  | 5 km            | Bronzo    | 55"46'6     |      |
| 2022 | Mondiali                               | Budapest  | 25 km           | Oro       | 5h02'21"5   |      |
| 2022 | Europei di nuoto                       | Roma      | 25 km           | Argento   | n.t.        |      |
| 2023 | Giochi del Mediterraneo sulla spiaggia | Heraklion | 5 km            | Argento   | 55'51"2     |      |
| 2024 | Europei di nuoto                       | Belgrado  | 25 km           | Oro       | 5h08'50"9   |      |

### Altre competizioni
- Vincitore della Coppa LEN nel 2015 e nel 2016.